# BEAUTY ARTS KOBE 日本高等美容専門学校
BEAUTY ARTS KOBE日本高等美容専門学校（ビューティーアーツこうべにほんこうとうびようせんもんがっこう）は、兵庫県神戸市東灘区にある学校法人宮内学園が運営する美容師養成の専修学校である。

## 基礎データ
所在地
- 〒658-0054 兵庫県神戸市東灘区御影中町八丁目4-14

最寄駅
- JR神戸線住吉駅
- 阪神本線御影駅
- 阪急神戸本線御影駅

## 沿革
- 1924年（大正13年）神戸美髪九十九学校を創設。知事許可を得る。
- 1930年（昭和5年）大阪市東区横堀3丁目に日仏高等美容学校設立。
- 1934年（昭和9年）神戸市東灘区の現在地に移転。日仏マルセール美容女学院と改称。
- 1941年（昭和16年）日仏高等美容学校と改称
- 1948年（昭和23年）私立学校制定に伴い学校法人となる。
- 1977年（昭和52年）専修学校として認可され、日本高等美容専門学校と改称。
- 1995年（平成7年）阪神・淡路大震災により第一校舎および女子寮全壊。平成9年に竣工。
- 1998年（平成10年）厚生大臣美容養成施設として2年制の指定を受ける。
- 2004年（平成16年）別科Beauty Arts Academy新設。エステ･ネイル･メイクアップ専門コース新設。
- 2007年（平成19年）学校法人宮内学園BEAUTY ARTS KOBE日本高等美容専門学校に学校名改称。
- 2013年（平成25年）美容高等課程A科（2年制）、美容高等課程B科（3年制）を新設。高等課程A科は中学既卒者／高校中退者が対象のコース。高等課程B科は中学校新卒者が対象で、八洲学園高等学校と技能連携を行い、高等学校卒業資格も取得可能。

## 学科
- 美容科 2年制 専門課程／高等課程A科（全員が美容師資格試験受験資格を取得）
- 美容科 3年制 高等課程B科（全員が美容師資格試験受験資格および高等学校卒業資格を取得）
- 通信科 3年制 専門課程／高等課程（全員が美容師資格試験受験資格を取得）
- 別科 Beauty Arts Academy 1年制